# F-22 Interceptor
Pour les articles homonymes, voir F22.
F-22 Interceptor est un simulateur de vol de combat sorti en 1991 sur Mega Drive. Le jeu a été développé par Lerner Research et édité par Electronic Arts.

## Système de jeu
Le joueur est placé aux commandes d'un F-22 Raptor et doit compléter différentes missions au sein de quatre espaces aériens, celui des États-Unis, de Corée du Nord, d'Irak ainsi que de Russie, alors encore Union Soviétique. Durant chaque mission, le joueur devra éviter les missiles surface-air, les batteries d'artillerie ainsi que les avions ennemis, tout en détruisant les différentes cibles désignées par le jeu. Pour cela, il dispose de missiles guidés, de bombes de précision et de contremesures. Après chaque mission, le joueur est amené à faire atterrir son avion sur un porte-avion ou au sol, ou devra ravitailler son avion en vol.
En progressant, le joueur débloque une campagne approfondie où il est amené à se battre contre des pilotes des quatre pays visités. Bien que le jeu soit destiné à n'être joué que par un seul joueur, il est possible, en branchant une seconde manette, de jouer à deux, le second joueur agissant comme un copilote tirant sur les cibles tandis que le joueur principal pilote l'appareil.

## Accueil
MegaTech (en), un magazine britannique spécialisé dans les tests de jeux Mega Drive, propose une notation de 90% pour le jeu, appuyant sur la qualité des graphismes ainsi que du gameplay, et le plaçant à la 30ème place de son classement des meilleurs jeux Mega Drive jamais sortis.